# Blackstrap Provincial Park
Blackstrap Provincial Park är en park i Kanada.   Den ligger i provinsen Saskatchewan, i den centrala delen av landet, 2 400 km väster om huvudstaden Ottawa. Blackstrap Provincial Park ligger 557 meter över havet. Arean är 6,1 kvadratkilometer.
Terrängen runt Blackstrap Provincial Park är platt. Trakten runt Blackstrap Provincial Park är nära nog obefolkad, med mindre än två invånare per kvadratkilometer.. Närmaste större samhälle är Dundurn, 7,4 km norr om Blackstrap Provincial Park. 
Trakten runt Blackstrap Provincial Park består till största delen av jordbruksmark.

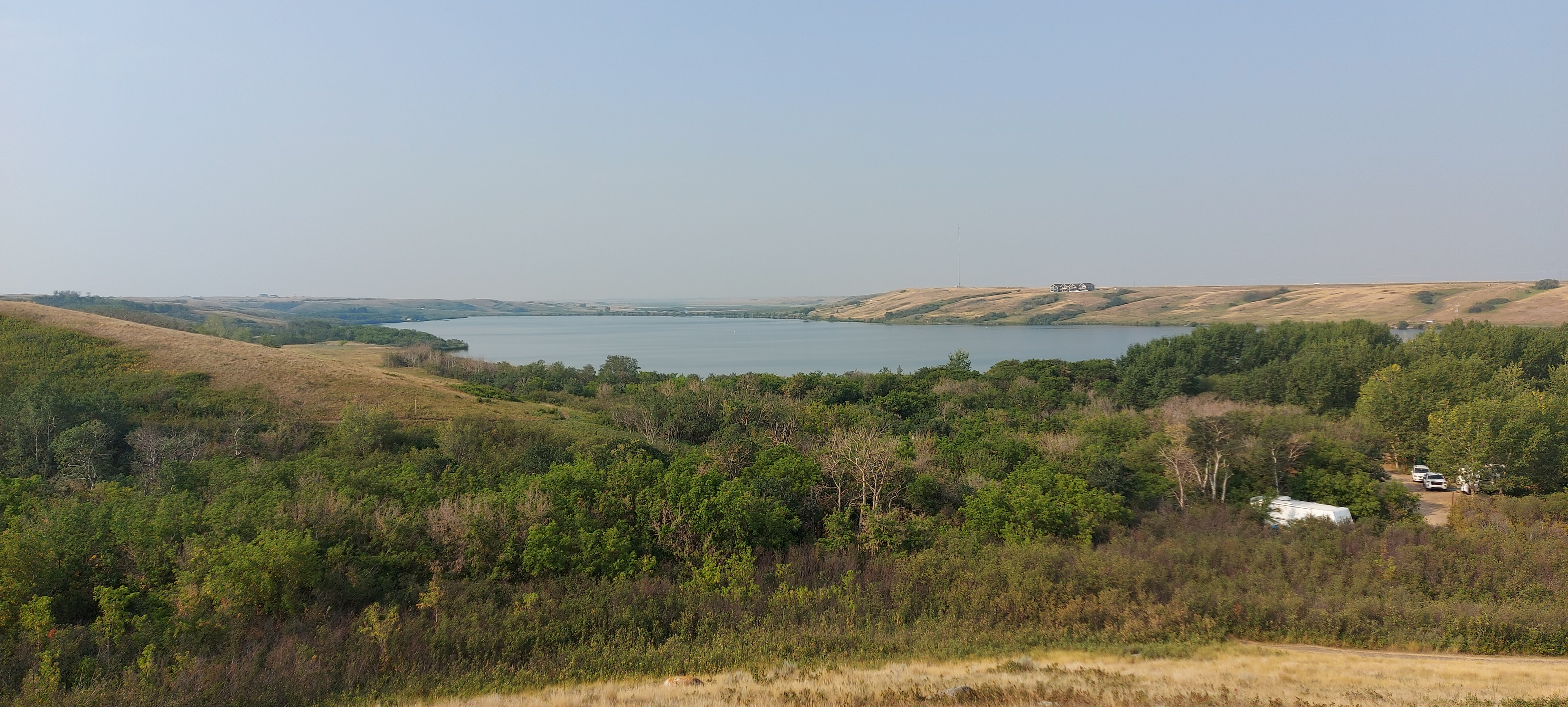
Blackstrap Lake
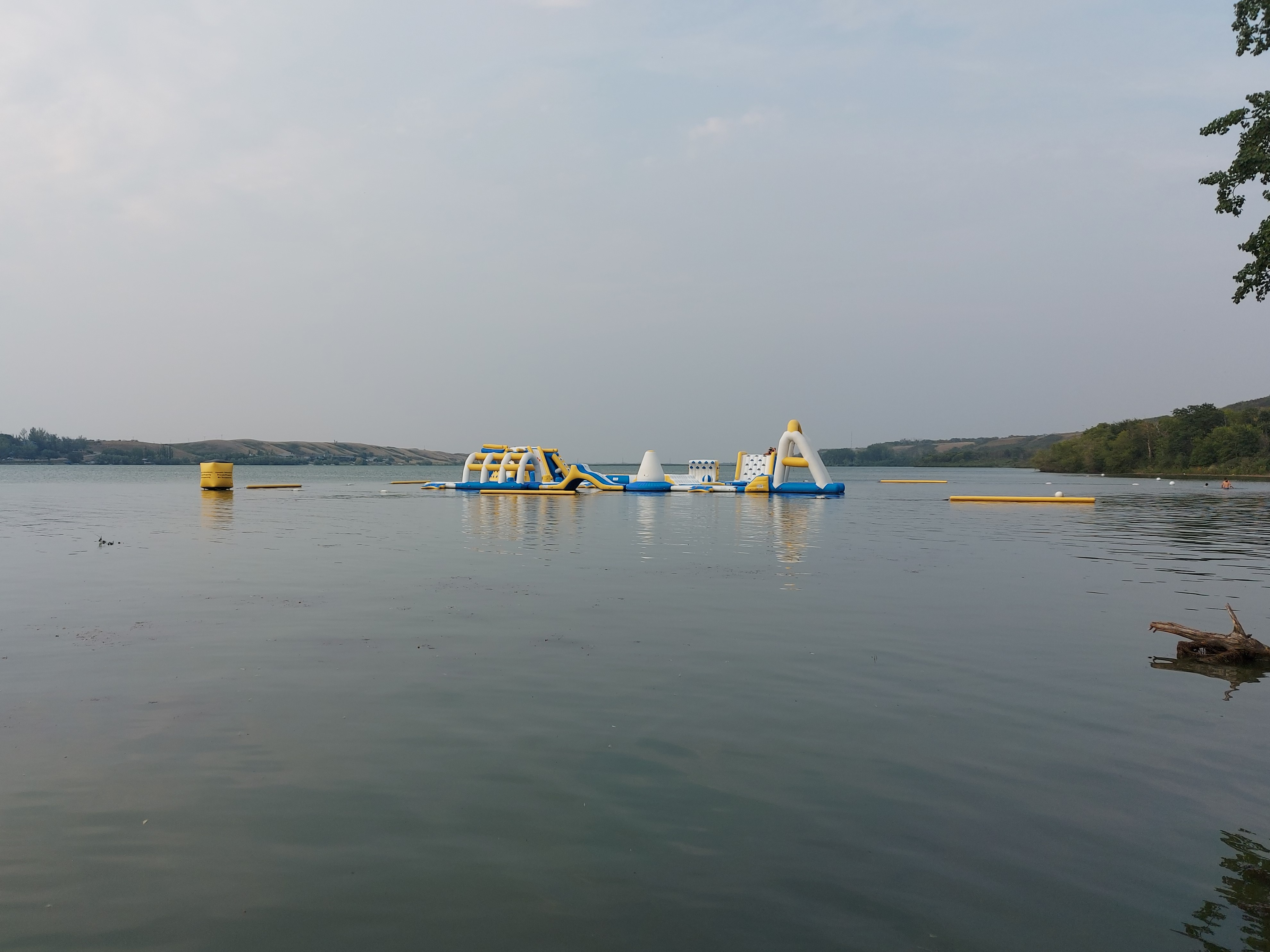
Sask Aquatic Adventures
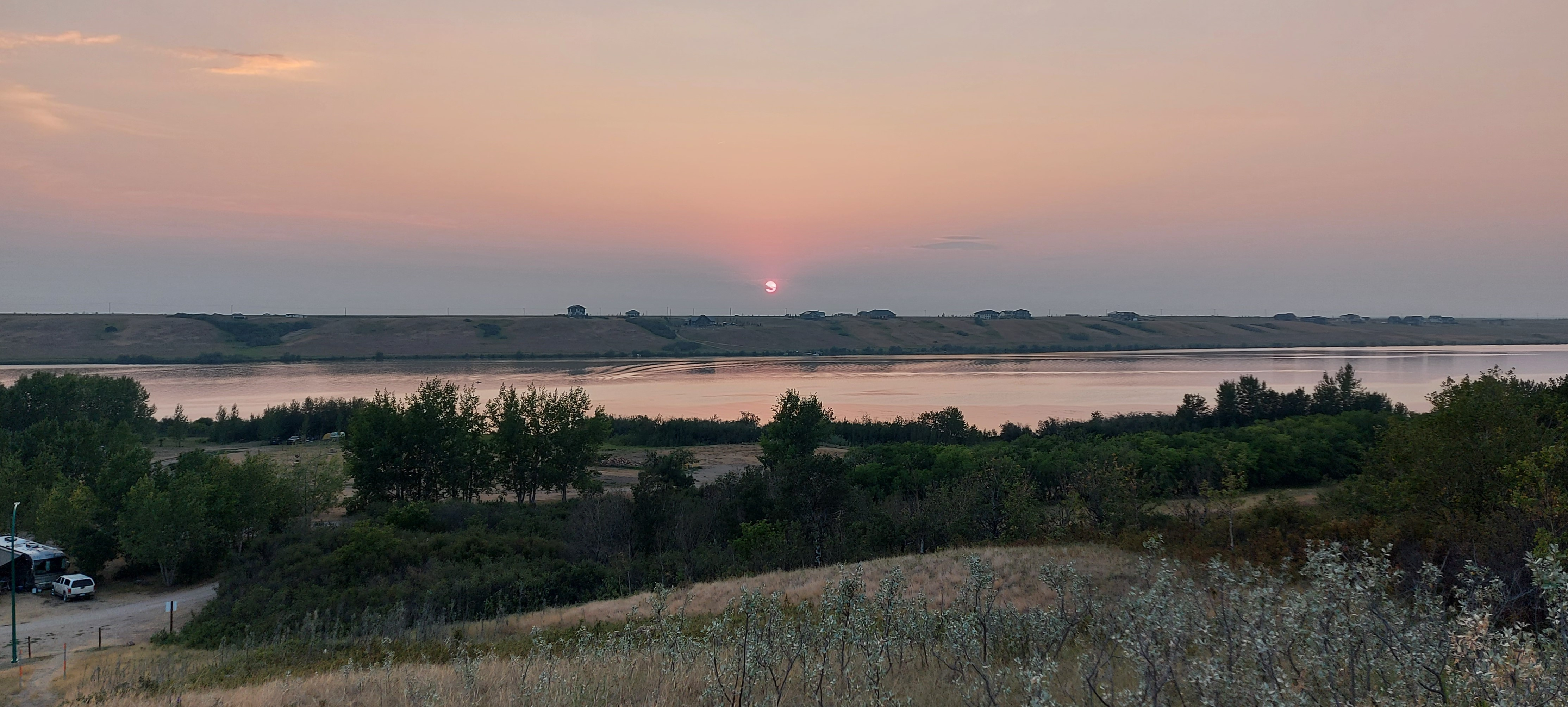
Blackstrap Lake